# Дадиљини дневници
Дадиљини дневници (енгл. The Nanny Diaries) амерички је драмедијски филм из 2007. године у режији Шари Спрингер Берман и Роберта Пулчинија. Темељи се на истоименом роману Еме Маклофлин. Главне улоге глуме Скарлет Џохансон, Крис Еванс и Лора Лини, а филм прича причу о високообразованој жени која ради као дадиља у богатој и имућној породици у Њујорку.
Филм су приказивали Metro-Goldwyn-Mayer и The Weinstein Company од 24. августа 2007. у САД. Добио је помешане критике и зарадио 47 милиона долара.

## Радња
Имајући другачију идеју о својој каријери, Ени (Скарлет Џохансон) ће прихватити посао дадиље у богатој породици са Менхетна (Пол Џијамати и Лора Лини).
Тако ће, већ првог радног дана, када стигне у њихову раскошну кућу, осетити шта значи служити. Први пут у животу, директно суочена са социолошким и финансијским разликама ње и људи за које ради, Ени проводи своје дане опслужујући „госпођу”, борећи се са безобзирношћу њеног супруга и водећи рачуна о њиховом размаженом сину Грејеру (Николас Арт).
Ситуација ће постати компликованија, када се Ени заљуби у младића из комшилука (Крис Еванс), који ће је навести на то да озбиљно размисли о својим приоритетима и циљевима када је реч о каријери.

## Улоге
| Глумац           | Улога              |
| ---------------- | ------------------ |
| Скарлет Џохансон | Ени Брадек         |
| Крис Еванс       | Хејден             |
| Лора Лини        | госпођа Александра |
| Пол Џијамати     | господин Стен      |
| Николас Арт      | Грејер Адисон      |
| Дона Марфи       | Џуди Брадек        |
| Алиша Киз        | Линет              |
| Нејт Кордри      | Калвин             |
| Нина Гарбирас    | госпођица Шикаго   |
| Бранд Родерик    | Танја              |
| Хедер Симс       | Мурнел             |
| Џули Вајт        | Џејн Гулд          |
| Џудит Робертс    | Милисент           |